# Карпович, Игорь Петрович
Игорь Петрович Карпович (бел. Ігар Пятровіч Карповіч; род. 2 августа 1988, Лида, Гродненская область) — белорусский футболист, выступавший на позиции защитника.

## Карьера
Воспитанник футбольной академии «Лиды». В 2006 году футболист вместе с клубом стал выступать в Первой лиге. В январе 2007 года футболист перешёл в тираспольский «Шериф», присоединившись ко второй команде. В 2008 году футболист на правах арендного соглашения выступал за молдавский «Тирасполь». В начале 2009 года футболист вернулся присоединился к основной команде «Шерифа». Свой дебютный матч в Лиге Европы УЕФА футболист сыграл 1 октября 2009 года против турецкого «Фенербахче», выйдя на поле в стартовом составе. В феврале 2010 года футболист отправился на просмотр в латвийский клуб «Вентспилс». В марте 2010 года футболист на правах арендного соглашения присоединился к минскому «Партизану». На протяжении сезона футболист был одним из ключевых игроков минского клуба, за который успел отличился 2 забитыми голами, однако завершил чемпионат на итоговом последнем месте.
В феврале 2011 года футболист перешёл в новополоцкий «Нафтан», и, как сообщали источники, подписал двухлетний контракт. Однако футболист так и не смог закрепиться в основной команде клуба, несколько раз появившись на поле. В феврале 2012 года футболист отправился на просмотр в мозырскую «Славию». Однако в апреле 2012 года футболист на правах свободного агента присоединился к «Городее». За клуб футболист провёл всего лишь 4 матча во всех турнирах. В январе 2013 года футболист перешёл в микашевичский «Гранит». На протяжении всего сезона футболист выступал за микашевичский клуб в роли одного из основных игроков. По окончании сезона футболист завершил свою профессиональную карьеру.

## Международная карьера
Начинал международная карьеру футболист в 2005 году в составе юношеской сборной Беларуси до 17 лет. Вместе со сборной футболист квалифицировался на основной этап юношеского чемпионата Европы, где провёл по матчу против сборных Англии и Турции. В феврале 2009 года футболист получил вызов в молодёжную сборную Беларуси. Дебютировал за сборную футболист 11 февраля 2009 года в матче против сборной России. Дебютным забитым голом за сборную футболист отличился 28 марта 2009 года в матче против сборной Литвы. Вместе со сборной футболист принимал участие в квалификациях молодёжного чемпионата Европы. В феврале 2011 года футболист дебютировал за олимпийскую сборную Беларуси в матче против сборной Турции.

## Достижения
«Шериф»
- Чемпион Молдовы: 2008/09